# Brabanter Erbfolgekrieg

Geviertes Wappen der Herzöge von Brabant und Limburg.

Im Brabanter Erbfolgekrieg von 1356–1357 setzte die älteste Tochter von Herzog Johann III. (1300–1355), Johanna von Brabant (1322–1406), ihren Erbfolgeanspruch gegen ihre beiden jüngeren Schwestern und deren Ehegatten durch. Zugeständnisse an die Konfliktparteien im Frieden von Ath (1357) sicherten ihr und ihrem Gemahl, Wenzel I. von Luxemburg (1337–1383), die Herrschaft in den Herzogtümern Brabant und Limburg.

## Vorgeschichte
1336 fiel die Herrschaft Mechelen, die seit dem frühen 10. Jahrhundert eine Enklave des Hochstifts Lüttich im Herzogtum Brabant gebildet hatte, zu gleichen Teilen an Herzog Johann III. von Brabant aus dem Geschlecht der Reginare und Ludwig von Nevers, Graf von Flandern. Im Vertrag von Saint Quentin wurde die Herrschaft 1347 an Johanns Sohn Heinrich übertragen, der jedoch bereits zwei Jahre später kinderlos verstarb. Das Territorium fiel somit zurück an Johann III.
Als Herzog Johann III. von Brabant und Limburg 1355 schließlich ohne männliche Nachkommen starb, zeichnete sich ein Erbstreit unter seinen Töchtern bzw. seinen Schwiegersöhnen ab. Johann hatte vor seinem Tod eine Aufteilung der Herzogtümer unbedingt verhindern wollen und daher seine älteste Tochter Johanna zur alleinigen Nachfolgerin bestimmt. Die jüngeren Schwestern Margarete und Maria sollten mit einer Leibrente abgefunden werden.
Margaretes Gemahl Ludwig von Male, Graf von Flandern, hatte gegen diese Regelung jedoch noch zu Lebzeiten Johanns III. Einspruch erhoben und sich als Erbteil die Herrschaft  Mechelen sowie die Stadt Antwerpen ausbedungen. Die drohende Abspaltung stieß bei den Ständen jedoch auf wenig Gegenliebe, da man in einem ungeteilten Territorium unter der Herrschaft eines einzigen Landesherrn verbleiben wollte.

## Blijde Inkomst und Schlacht bei Scheut

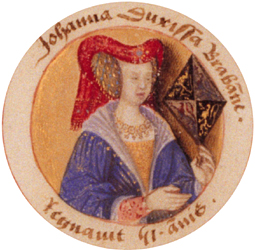
Johanna von Brabant.

Um sich der Loyalität der Brabanter Stände im heraufziehenden Konflikt zu versichern, stimmten Johanna und ihr Ehemann, Wenzel I. von Luxemburg, am 3. Januar 1356 in der Blijde Inkomst einer Bestätigung und schriftlichen Fixierung der politischen Privilegien des Adels und der Städte zu. Gegen die Huldigung der Stände akzeptierte das Herzogspaar in der Charta eine Beschränkung der fürstlichen Macht. So sollte der Herzog/die Herzogin ohne Zustimmung der Stände künftig weder Krieg führen noch Abgaben erheben können. Zudem sah der Vertrag eine Ungehorsamkeitsklausel vor, der den Ständen ein Widerstandsrecht gegen den Herzog einräumte, sollte dieser sich nicht an die Garantien halten.
Johannas Schwestern Margarete und Maria bzw. deren Ehemänner, Ludwig von Male, Graf von Flandern sowie Rainald III., Herzog von Geldern, akzeptierten die Erbregelung jedoch nicht, zumal die im Testament Johanns III. zugesicherte Zahlung der Leibrenten ausblieb.
Während der Herzog von Geldern gegen Überlassung der Herrschaft Turnhout und Zahlung der testamentarisch zugesicherten Leibrente schließlich doch noch abgefunden werden konnte, suchte Ludwig von Male die militärische Konfrontation.
Zweimal fielen flämische Heere erfolgreich in Brabant ein, schlugen am 17. August 1356 ein Aufgebot der Brüsseler Gilden und Zünfte vernichtend in der Schlacht bei Scheut und pflanzten ihr Banner auf dem Brüsseler Marktplatz auf. In schneller Folge fielen auch Löwen, Antwerpen und Mechelen an die Flamen, so dass sich Johanna und Wenzel in einer militärisch hoffnungslosen Lage wiederfanden. Lediglich im Norden des Herzogtums verfügten sie noch über eine gewisse Hausmacht.

## Der Friede von Ath
Johanna und Wenzel baten daraufhin Herzog Wilhelm I. von Bayern und Graf von Holland um die Vermittlung von Friedensgesprächen. Auch die flämische Seite hatte kein Interesse an einer unabsehbaren Ausdehnung des Krieges, fürchtete sie doch bei Fortsetzung des Konflikts eine Intervention durch Kaiser Karl IV., den älteren Halbbruder Wenzels.
Am 4. Juni 1357 kam es im Frieden von Ath (niederl.: Aat) zum Ausgleich zwischen den Konfliktparteien: Ludwig von Male und seine Gemahlin Margarete anerkannten die Erbfolge Johannas und ihres Gatten Wenzel I. von Luxemburg im Herzogtum Brabant. Im Gegenzug erhielten sie die Herrschaften Antwerpen und Mechelen sowie das Recht, den Titel „Herzöge von Brabant“ zu führen. De facto blieb letztere Bestimmung jedoch ohne Wirkung, da die Brabanter Stände dieser Titelverleihung die Anerkennung verweigerten.

## Nachwirken und Rezeption
Johanna blieb bis zu ihrem Tod im Jahr 1406 Herzogin von Brabant. Da ihre Ehe kinderlos blieb, setzte sie ihre Nichte Margarete III. von Flandern, die einzige Tochter ihrer Schwester Margarete und Ludwigs von Male, als Erbin ein. Da diese jedoch 1404 noch vor Johanna starb, wurde ihr zweiter Sohn Anton von Burgund zum Nachfolger bestimmt. Durch Erbgang gelangten Brabant und Limburg schließlich 1430 an Herzog Philipp den Guten von Burgund und wurden Bestandteil des burgundischen Herrschaftskomplexes.
Die Blijde Inkomst blieb für Jahrhunderte die Vorlage für Rechtegarantien seitens jedes neuen Herrschers bei dessen Amtsantritt und Huldigung durch die Brabanter Stände. Zuletzt unterzeichnete Kaiser Leopold II. 1790 ein ähnliches Dokument.